# Бутенко Іван Пилипович
Івáн Пили́пович Бутéнко (нар. 12 (24) січня 1854, Херсонщина — 6 лютого (18 лютого) 1891, Москва) — український і російський оперний співак (бас).

## Біографічні дані
1876 року закінчив юридичний факультет Новоросійського університету в Одесі.
Вокалу навчався приватно в Одесі, удосконалювався у Франції (в У. Маркезі) та Італії (у А. Буцці).
Уперше виступив на оперній сцені в Мантуї (Італія), після чого співав у театрах «Даль Верме» (Мілан) і «Сан-Карло» (Неаполь).
1883—1885 — соліст Одеського оперного театру, 1885—1891 — соліст Большого театру в Москві.
Мав чудовий за силою та об'ємом голос. Із великим успіхом (аж до самої смерті) виконував партії першого баса. Характерними рисами творчості Бутенка були високий артистизм і культура співу.

## Партії
- Тарас («Тарас Бульба» Володимира Кашперова).
- Руслан («Руслан і Людмила» Михайла Глінки).
- Пимен («Борис Годунов» Модеста Мусоргського).
- Мефістофель («Мефістофель» Бойто).
- Дубровін («Сон на Волзі» Антона Аренського).
- Іван Сусанін («Життя за царя» Михайла Глинки).
- Алькад («Сила долі» Джузеппе Верді).
- Марсель («Гугеноти» Джакомо Мейєрбера).
- Зарастро («Чарівна флейта» Вольфганга Амадея Моцарта).